# شعار صربيا
شعار صربيا من أقدم شعارات النبالة في أوروبا من 1882 ثم تغير في 2004 وهو من رموز صربيا الوطنية. ويمثل الصقر قوة الجيش الصربي. Wikimedia 2004).svg

## انظر ايضاً
علم صربيا